# Conus flavescens
Conus flavescens är en snäckart som beskrevs av G. B. Sowerby II 1834. Conus flavescens ingår i släktet Conus och familjen kägelsnäckor. Inga underarter finns listade i Catalogue of Life.

## Bildgalleri

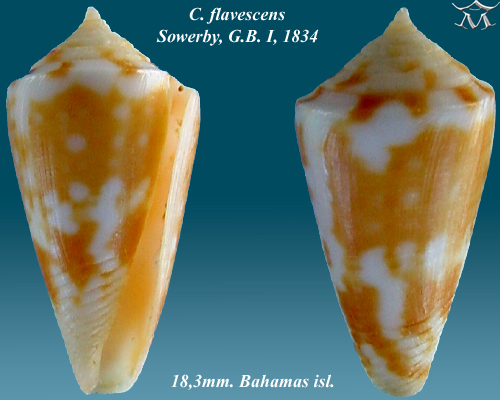
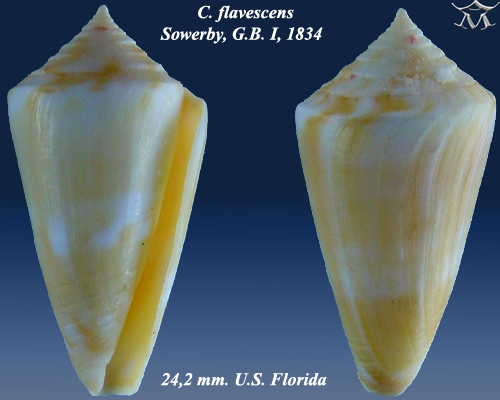
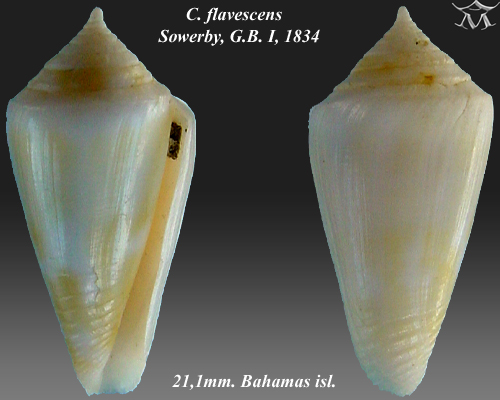
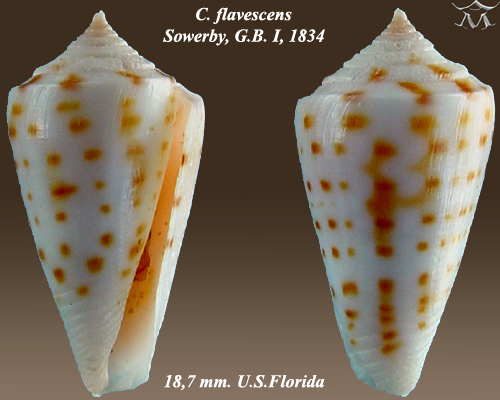
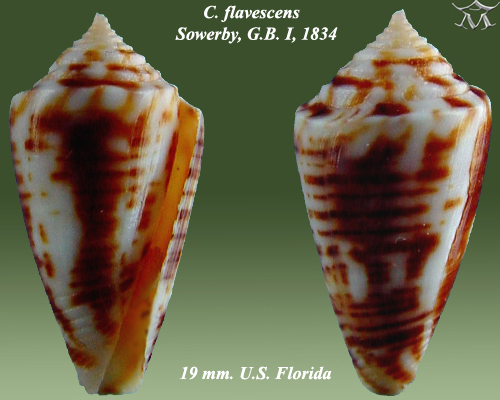
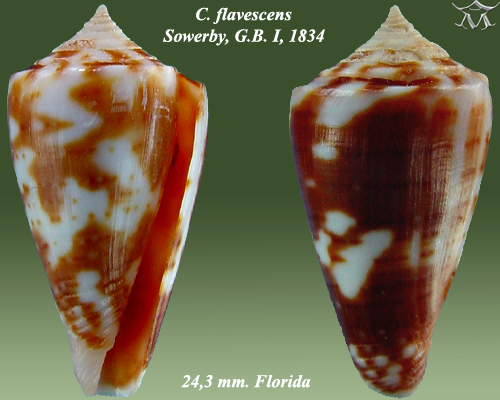